# 名見崎徳治 (初代)
初代 名見崎 徳治（しょだい なみざき とくじ、生年不詳 - 文化7年7月12日（1810年8月11日））は、江戸時代中期の浄瑠璃富本節の三味線方。

## 来歴
初名を西川徳治。名見崎の名乗りの初見は安永元年（1773年）11月、中村座における「雪催閨巣籠」での立三味線。「名見崎」の姓は、富本節旗揚げの頃より有力な後援者だった松江藩主松平宗衍がその技量を「浪が岬に打ち寄せるようだ」と絶賛したことに由来するという。以後寛政6年（1794年）を終見とするまで二代目富本豊前太夫の三味線方として一線で活躍。同じく富本節で活躍した佐々木市四郎・初代鳥羽屋里長を大きく凌ぎ、富本節の隆盛を演出した。
作曲に『夫婦酒替奴中仲（鞍馬獅子）』『花川戸身替の段（身替りお俊）』『其俤浅間嶽（浅間）』『まいらせ候連理橘（虫売）』『四十八手恋所訳（相撲・鴛鴦）』『道行比翼の菊蝶（お夏狂乱）』『新曲高尾懺悔（高尾さんげ）』『名酒盛色中汲（お菊幸助）』などがある。